# Codice ISTAT
Il codice ISTAT è un identificativo numerico assegnato a fini statistici alle unità amministrative italiane (esistenti o soppresse) da parte dell'Istituto nazionale di statistica.
Il codice fu istituito nel 1966.

## Formato

### Regioni, province e citta metropolitane
Per le regioni è utilizzato un identificativo di due cifre su criterio geografico.
Nel 1966 le province furono identificate su base geografica con un codice ISTAT da tre cifre e numerazione progressiva secondo l'ordine numerico delle regioni d'appartenenza; la numerazione originaria era da 001 Torino a 092 Cagliari. Alle province istituite successivamente furono attribuiti codici in ordine cronologico.
Con la formazione delle città metropolitane vennero creati codici appositi, aggiungendo 200 al codice della provincia originaria. Ad esempio si passò da 037 Provincia di Bologna a 237 Città metropolitana di Bologna. Anche se di norma la prima parte del codice per i comuni è costituito dal codice dell'ente sovracomunale di appartenenza, per le città metropolitane vengono mantenuti i codici delle province originarie (indicati come "storici"); ad esempio il comune di Basicò ha codice che inizia per 083 anche se parte della città metropolitana di Messina che ha codice 283.
Non sono utilizzati codici separati per i liberi consorzi comunali. Per il Friuli-Venezia Giulia, nonostante l'istituzione di Unioni Territoriali Intercomunali e di Enti di decentramento regionale, sono in uso i codici relativi alle province soppresse (indicate come "unità non amministrative").

### Comuni
L'identificativo ISTAT dei comuni è composto da sei cifre:
- le prime tre sono quelle della provincia d'appartenenza (per le città metropolitane si utilizza il codice provinciale "storico");
- le altre tre originariamente furono assegnate in ordine alfabetico all'interno di ogni provincia partendo da 001; ai comuni costituiti successivamente o trasferiti da un'altra provincia è assegnato il primo codice disponibile.[3]

In caso di soppressione di un comune il codice relativo è ritirato e non più riutilizzabile. Lo stesso avviene in caso di comune trasferito ad altra provincia; però in occasione dell'istituzione delle province di Pordenone (1968), Isernia (1970) e Oristano (1974) i comuni rimasti nelle province originarie (rispettivamente di Udine, di Campobasso e di Cagliari) furono rinumerati a partire da 001, creando così codici non univoci.

### Dati storici
Al fine di codificare anche le statistiche relative a comuni non più esistenti, nel 2001 furono pubblicati i codici relativi a quelli soppressi anteriormente al 1966.
Riguardo alle province non più facenti parte dell'Italia furono emessi codici di tre cifre con iniziale in 7 (701 per Fiume, 702 per Pola e 703 per Zara); per i comuni soppressi prima del 1966 fu utilizzato un codice con le tre cifre finali a partire da 801.
Le denominazioni obsolete dei comuni furono altresì identificate da codici in cui le tre cifre finali iniziano con 5 a partire da 500; a titolo d'esempio, il comune di Albiano d'Ivrea, codice 001004, prima del 4 febbraio 1863 aveva nome Albiano, a cui è stato assegnato il codice 001500. Nell'elenco ufficiale non compaiono però alcuni cambi di denominazione, come per Pino di Chieri divenuto Pino Torinese dal 2 gennaio 1862.
Con la creazione dell'Archivio storico dei comuni (distribuito in formato CSV) per l'Anagrafe nazionale della popolazione residente sono stati diffusi anche codici relativi alle variazioni territoriali avvenute prima del 1966; i codici risultano inoltre abbinati cronologicamente al codice nazionale attribuito ai comuni dall'Agenzia delle entrate.
Il file contiene anche codici che iniziano con 801 e 802 relativi a comuni rispettivamente della Venezia Giulia e della Venezia Tridentina per il periodo tra il 1920 e il 1923. I dati appaiono però incompleti perché non sono presenti numerosi comuni soppressi nel XIX secolo ma considerati dall'elenco ufficiale di ISTAT; ad esempio mancano Legnaia (codice 048803, soppresso nel 1865) e Alteta (codice 044801, soppresso nel 1898). Inoltre mancano i dati più vecchi per alcuni comuni, come nel caso del comune di Marcaria (codice 020031) per il quale sono presenti informazioni solo dal 1872, anziché dal 1861.
Nel 2024 ISTAT ha realizzato il sito SITUAS (Sistema Informativo Territoriale delle Unità Amministrative e Statistiche), in cui sono raccolti i dati relativi all'evoluzione delle unità amministrative dal 1861. In particolare la sezione "Ricerca codice ISTAT" permette di verificare il periodo di validità dei codici associati alle diverse unità amministrative.

## Tabelle

### Struttura del codice
| Tipo                            | Numero di cifre | Codice ISTAT | Codice ISTAT | Descrizione                                  | Epoca          | Esempio di codice | Esempio di codice             |
| Tipo                            | Numero di cifre | da           | a            | Descrizione                                  | Epoca          | Esempio di codice | Esempio di codice             |
| ------------------------------- | --------------- | ------------ | ------------ | -------------------------------------------- | -------------- | ----------------- | ----------------------------- |
| Regione                         | 2               | 01           | 99           | Regioni                                      | dal 1966       | 01                | Piemonte                      |
|                                 |                 |              |              |                                              |                |                   |                               |
| Provincia o città metropolitana | 3               | 001          | 200          | Province o liberi consorzi comunali          | dal 1966       | 001               | Provincia di Torino           |
| Provincia o città metropolitana | 3               | 201          | 400          | Città metropolitane                          |                | 201               | Città metropolitana di Torino |
| Provincia o città metropolitana | 3               | 701          | 703          | Province cessate (Fiume, Pola e Zara)        | prima del 1966 | 701               | Provincia di Fiume            |
| Provincia o città metropolitana | 3               | 801          | 802          | Venezia Giulia e Venezia Tridentina          | 1920-1923      | 801               | Venezia Giulia                |
|                                 |                 |              |              |                                              |                |                   |                               |
| Comune                          | 6               | ...001       | ...499       | Comuni                                       | dal 1966       | 001001            | Agliè                         |
| Comune                          | 6               | ...500       | ...700       | Denominazioni precedenti                     |                | 001500            | Albiano (per Albiano d'Ivrea) |
| Comune                          | 6               | ...701       | ...800       | Comuni ceduti a stato estero                 | prima del 1966 | 031701            | Aidussina                     |
| Comune                          | 6               | ...801       | ...999       | Comuni soppressi o ceduti ad altra provincia | prima del 1966 | 001801            | Abbadia Alpina                |

### Suddivisioni
- 002 Vercelli
- 003 Novara
- 004 Cuneo
- 005 Asti
- 006 Alessandria
- 007 Valle d’Aosta
- 008 Imperia
- 009 Savona
- 011 La Spezia
- 012 Varese
- 013 Como
- 014 Sondrio
- 016 Bergamo
- 017 Brescia
- 018 Pavia
- 019 Cremona
- 020 Mantova
- 021 Bolzano
- 022 Trento
- 023 Verona
- 024 Vicenza
- 025 Belluno
- 026 Treviso
- 028 Padova
- 029 Rovigo
- 030 Udine
- 031 Gorizia
- 032 Trieste
- 033 Piacenza
- 034 Parma
- 035 Reggio Emilia
- 036 Modena
- 038 Ferrara
- 039 Ravenna
- 040 Forlì-Cesena
- 041 Pesaro e Urbino
- 042 Ancona
- 043 Macerata
- 044 Ascoli Piceno
- 045 Massa-Carrara
- 046 Lucca
- 047 Pistoia
- 049 Livorno
- 050 Pisa
- 051 Arezzo
- 052 Siena
- 053 Grosseto
- 054 Perugia
- 055 Terni
- 056 Viterbo
- 057 Rieti
- 059 Latina
- 060 Frosinone
- 061 Caserta
- 062 Benevento
- 064 Avellino
- 065 Salerno
- 066 L'Aquila
- 067 Teramo
- 068 Pescara
- 069 Chieti
- 070 Campobasso
- 071 Foggia
- 073 Taranto
- 074 Brindisi
- 075 Lecce
- 076 Potenza
- 077 Matera
- 078 Cosenza
- 079 Catanzaro
- 081 Trapani
- 084 Agrigento
- 085 Caltanissetta
- 086 Enna
- 088 Ragusa
- 089 Siracusa
- 090 Sassari
- 091 Nuoro
- 093 Pordenone
- 094 Isernia
- 095 Oristano
- 096 Biella
- 097 Lecco
- 098 Lodi
- 099 Rimini
- 100 Prato
- 101 Crotone
- 102 Vibo Valentia
- 103 Verbano-Cusio-Ossola
- 108 Monza e Brianza
- 109 Fermo
- 110 Barletta-Andria-Trani
- 111 Sud Sardegna
- 201 Torino
- 210 Genova
- 215 Milano
- 227 Venezia
- 237 Bologna
- 248 Firenze
- 258 Roma
- 263 Napoli
- 272 Bari
- 280 Reggio Calabria
- 282 Palermo
- 283 Messina
- 287 Catania
- 292 Cagliari
- 701 Fiume
- 702 Pola
- 703 Zara
- 801 Venezia Giulia
- 802 Venezia Tridentina

## Elementi non codificati
Nelle versioni pubblicate fino a inizio 2022 tra i codici ISTAT per i comuni soppressi non appaiono alcuni comuni che hanno però fatto parte del Regno d'Italia.
- Arcagnano (codice nazionale A362[15]) e Zunico (codice nazionale M205[16]), uniti a Carpiano (codice ISTAT 015050) dal 1º gennaio 1863.[17][18]
- San Savino (codice nazionale I149[19]), unito a Duemiglia (codice ISTAT 019849) dal 1º gennaio 1863.[17][18]
- Gere del Pesce (codice nazionale D979[20]) e Straconcolo (codice nazionale I966[21]), uniti a Stagno Pagliaro (oggi Stagno Lombardo, codice ISTAT 019103) dal 1º gennaio 1863.[22][18]
- Canizzano, uno dei 13 comuni del collegio elettorale di Treviso nel 1866,[23] unito a Treviso dal 1º gennaio 1867.[24]
- San Rocco-Ligani, esistito nel corso del 1922, formato da parte del territorio di Laurana.[25][26]

Come unità amministrative non risultano codificati circondari e mandamenti del Regno d'Italia, soppressi nel 1927.